# Mateusz Gładyszewicz
Mateusz Gładyszewicz (ur. 1798 w Brzesku, zm. 28 maja 1862 w Krakowie) – polski historyk Kościoła katolickiego, duchowny, w diecezji krakowskiej administrator jej krakowskiej części.
Ukończył gimnazjum w Krakowie, następnie studiował filozofię, prawo i teologię na Uniwersytecie Jagiellońskim. Po ich ukończeniu trafił na Uniwersytet Warszawski, gdzie w 1823 uzyskał stopień magistra obojga praw, tj. w zakresie prawa kościelnego (kanonicznego) i świeckiego (cywilnego). Wstąpił następnie do seminarium duchownego w Kielcach i w 1825 uzyskał święcenia kapłańskie. Dwa lata później pełnił funkcję sekretarza u biskupa Jana Pawła Woronicza, a także notariusza wśród biskupich doradców (w krakowskim konsystorzu); pełniąc tę funkcję zyskał uznanie biskupa pomocniczego (sufragana) Franciszka Zglenickiego, współpracownika biskupa krakowskiego Karola Skórkowskiego.
Po śmierci biskupa Woronicza w 1829 Gładyszewicz nominowany został – w 1832 – kanonikiem honorowym nieistniejącego już (rozebranego w latach 1835–1838) kościoła Wszystkich Świętych w Krakowie. W 1835 wszedł w skład kapituły katedralnej (od 1849 roku był w niej prałatem kustoszem), w 1840 zastępował czasowo biskupa Zglenickiego w administrowaniu krakowską częścią diecezji, w 1850 objął funkcję wikariusza generalnego w tej części diecezji, a po śmierci w 1851 biskupa Skórkowskiego, jako wikariusz kapitulny objął administrowanie nią już na stałe.
Jako historyk działał w Towarzystwie Naukowym Krakowskim, będąc jego członkiem zwyczajnym od 1835. Ogłosił m.in. Św. Aureliusza Augustyna o mieście Bożym pierwszych ksiąg pięcioro (Kraków, 1835), Rys życia i zasług X. Mikołaja Janowskiego (wykład na posiedzeniu publicznym TNK, 1842), Żywot błogosławionego Prandoty z Białączowa biskupa krakowskiego (Kraków, 1845). W 1839 został uhonorowany godnością doktora honoris causa Uniwersytetu Jagiellońskiego.

## Źródła
- S. Orgelbranda Encyklopedia Powszechna. T. 6. Warszawa: Wydawnictwo Towarzystwa Akcyjnego Odlewni Czcionek i Drukarni S. Orgelbranda Synów, 1900, s. 185.
- Tadeusz Glemma: Polski Słownik Biograficzny. T. 8: Girdwoyń Michał – Gross Adam. Wrocław-Kraków-Warszawa: Ossolineum - Polska Akademia Nauk, 1959-1960, s. 101.